# Posthemlighet
Posthemlighet (eller brevhemlighet), är en rättighet för mottagaren av post, att posten inte läses innan den nått mottagaren. 
Korrespondenshemlighet är en grundläggande juridisk doktrin som är inskriven i FN:s deklaration om de mänskliga rättigheterna artikel 12, Europakonventionen artikel 8 samt Europeiska unionens stadga om de grundläggande rättigheterna artikel 7.

## I Sverige
Posthemligheten är i Sverige reglerad både i grundlagen Regeringsformen och i Brottsbalken.

### Regeringsformen
I 2 kap. 6 § Regeringsformen (1974:152) anges:
"Var och en är gentemot det allmänna skyddad [...] mot undersökning av brev eller annan förtrolig försändelse och mot hemlig avlyssning eller upptagning av telefonsamtal eller annat förtroligt meddelande."

### Brottsbalken
I 4 kap. 8 § Brottsbalken (1962:700) anges:
"Den som olovligen bereder sig tillgång till ett meddelande, som ett post- eller telebefordringsföretag förmedlar som postförsändelse eller telemeddelande döms för brytande av post- eller telehemlighet till böter eller fängelse i högst två år".
I 4 kap. 9 § Brottsbalken (1962:700) anges vidare:
"Den som, utan att fall är för handen som i 8 § sägs, olovligen bryter brev eller telegram eller eljest bereder sig tillgång till något som förvaras förseglat eller under lås eller eljest tillslutet, dömes för intrång i förvar till böter eller fängelse i högst två år."